# Cavatina (sång)
Cavatina är ett stycke för klassisk gitarr skrivet av Stanley Myers. Det är mest känt som huvudtema i filmen Deer Hunter från 1978.
Stycket var från början skrivet för piano. Myers ändrade sig dock och transkriberade det för klassisk gitarr. Efter detta kom stycket först att användas i filmen The Walking Stick från 1970, framfört av John Williams.
År 1973 skrev Cleo Laine en text till stycket och spelade in sången ackompanjerad av John Williams under namnet"He Was Beautiful".
Efter visningen av The Deer Hunter hamnade Williams instrumentala version av Cavatina på Top 20 på engelska topplistan. Två andra versioner av stycket hamnade dessutom på samma lista det året – en annan instrumental version av The Shadows och en sångversion (med Cleo Laines text) av Iris Williams.

## Källhänvisningar
1. 1 2  "Stanley Myers". allmusic.com. Läst 15 mars 2015. (engelska)
2. ↑  "Cavatina (from "The Deer Hunter")". allmusic.com. Läst 15 mars 2015. (engelska)